# 观音镇 (郧西县)
观音镇，是中华人民共和国湖北省十堰市郧西县下辖的一个乡镇级行政单位。

## 行政区划
观音镇下辖以下地区：
观音村、龙桥村、刘家湾村、彭家湾村、牛儿山村、沟口村、中沟村、纸房沟村、天河口村、垭子湾村、火麦沟村、黄土梁村、县沟村、纸槽村、下桃园村、万寿寺村、佛洞村、双掌坪村、南沟村、土岭沟村、松树坪村、五顶坪村、磨石沟村、吴家湾村和七堰村。